# Eupteryx nigra
Eupteryx nigra är en insektsart som beskrevs av Henry Fairfield Osborn 1905. Eupteryx nigra ingår i släktet Eupteryx och familjen dvärgstritar. Inga underarter finns listade i Catalogue of Life.